# Pansio
För andra betydelser, se Pansio (olika betydelser).
Pansio är en stadsdel och förstad till Åbo stad i Finland. Den är belägen väster om stadskärnan. Befolkningen uppgår till 2 809 (2006).
En stor del av området upptas av industriområden, och merpartgen av Åbo hamn finns där. I Pansio anlades 1937–1939 Åbo flottbas och där låg till in på 2010-talet Skärgårdshavets marinkommando.

## Bildgalleri

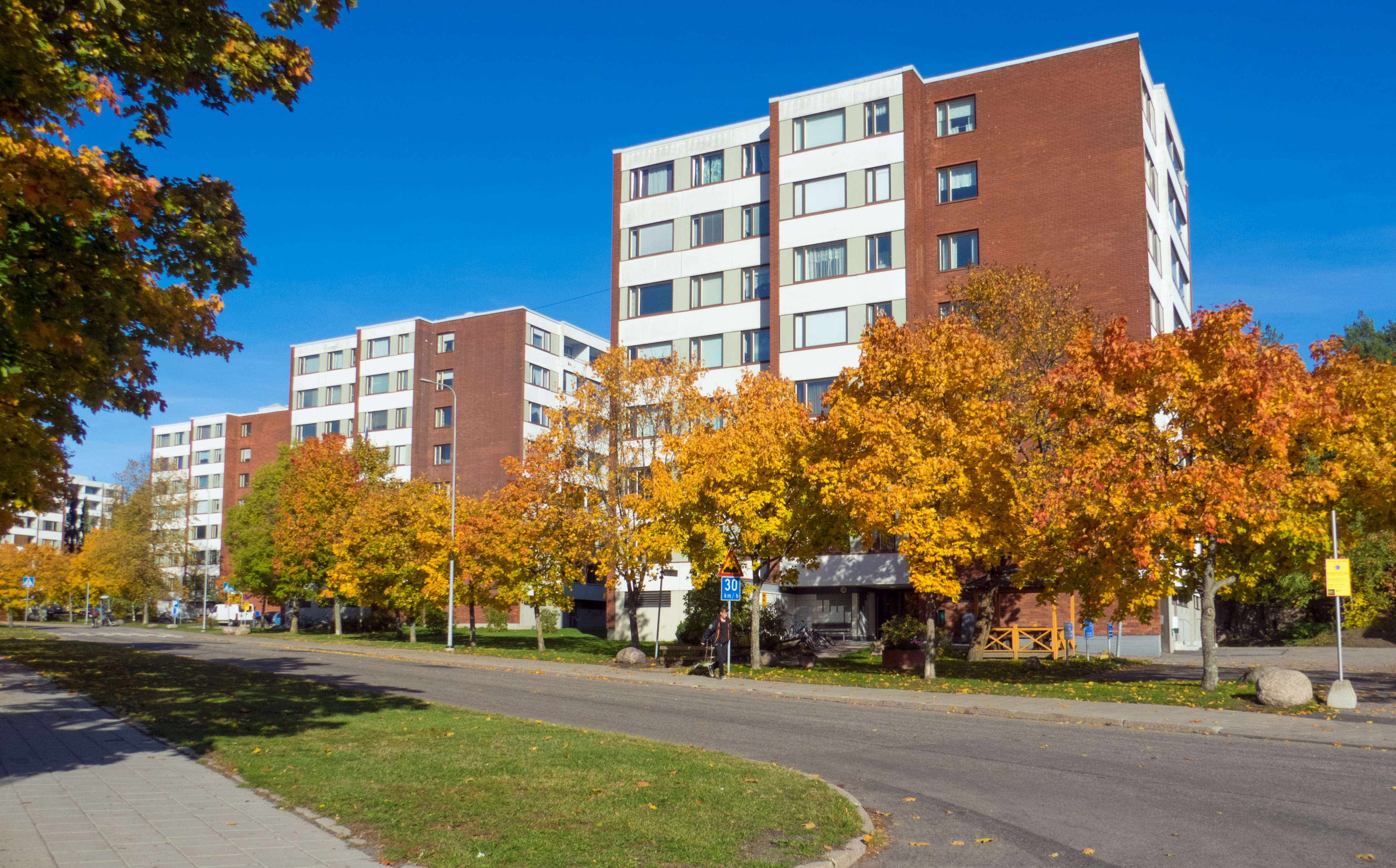
Höghus vid Småvesslegatan
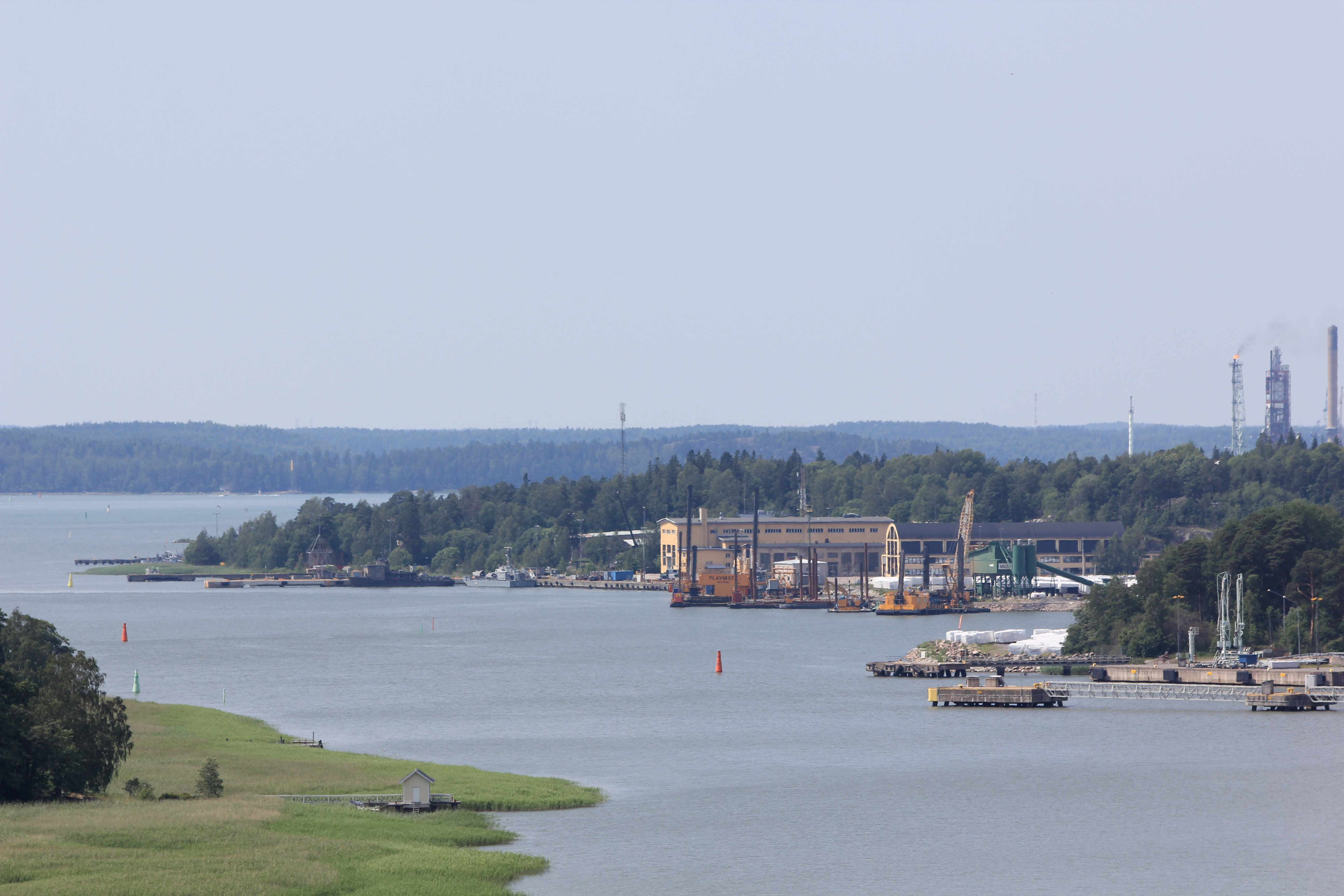
Åbo flottbas
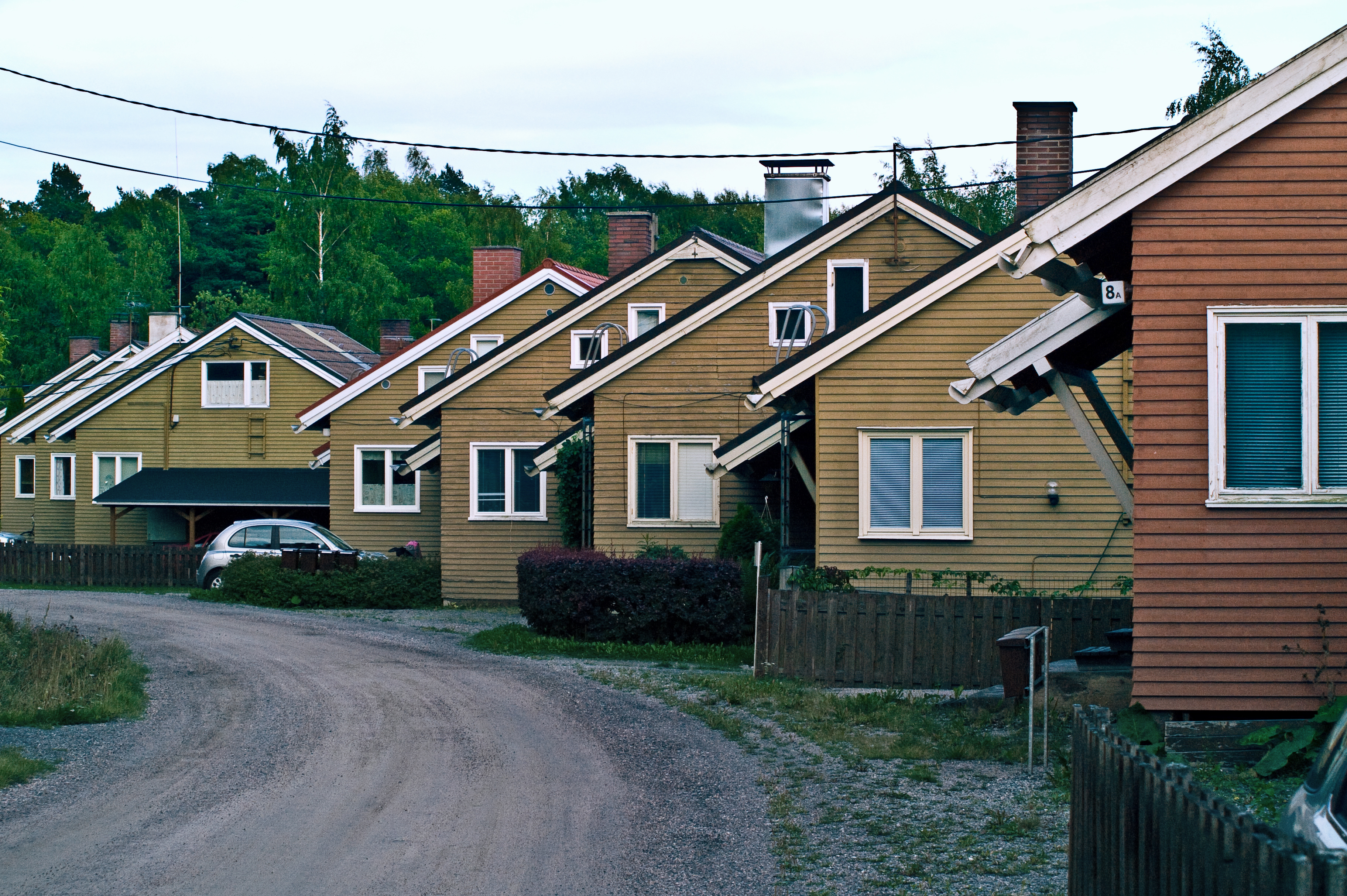
Småhusområde planerat av Erik Bryggman